# روبرت فرنانديز (لاعب كريكت)
روبرت فرنانديز (29 سبتمبر 1986 في الهند - ) هو لاعب كريكت هندي.

## وصلات خارجية
- روبرت فرنانديز على موقع إي آس بي آن كريك إنفو (الإنجليزية)